# Виткович, Виктор Станиславович
Ви́ктор Станисла́вович Витко́вич (21 марта 1908, Женева — 8 мая 1983, Москва) — советский писатель и сценарист. Заслуженный деятель искусств Узбекской ССР (1978).

## Биография
Родился в Женеве (Швейцария). Окончил общественно-историческое отделение Азербайджанского университета (1928). 
В 1930—1932 годах входил в литературную бригаду «Разведка» (Ленинград).
Член Союза писателей СССР и Союза кинематографистов СССР. Заслуженный деятель искусств Узбекской ССР (1978). 
С 1962 года жил в ЖСК «Советский писатель» у метро «Аэропорт».
Умер 8 мая 1983 года. Похоронен на Химкинском кладбище.

### Семья
Жена — Софья Георгиевна Тадэ (1909—1976).

## Фильмография
- 1940 — Небеса (совместно с Софьей Тадэ; признанный критикой хорошим сценарий был произвольно изменён режиссёром)
- 1943 — Насреддин в Бухаре (совместно с Л. Соловьёвым)
- 1944 — Похождения Насреддина (совм. с Л. Соловьёвым)
- 1956 — Авиценна
- 1957 — Легенда о ледяном сердце (совместно с Г. Ягдфельдом)
- 1958 — Сампо (совместно с Г. Ягдфельдом, В. Кауконеном)
- 1959 — Снежная сказка (совместно с Г. Ягдфельдом)
- 1963 — Внимание! В городе волшебник! (совместно с Г. Ягдфельдом)
- 1966 — Волшебная лампа Аладдина (совместно с Г. Ягдфельдом)
- 1966 — Поэма двух сердец (совместно с Шарафом Рашидовым)
- 1975 — Вкус халвы
- 1976 — Русалочка (совместно с Г. Ягдфельдом)
- 1980 — Всадник на золотом коне
- 1983 — О странностях любви (совместно с Т. Вульфовичем, И. Мэем)